# Ispagnac
Ispagnac település Franciaországban, Lozère megyében. Lakosainak száma 897 fő (2022. január 1.). Ispagnac Saint-Bauzile, Saint-Étienne-du-Valdonnez, Les Bondons, Bédouès-Cocurès és Gorges du Tarn Causses községekkel határos.

## Népesség
A település népességének változása:
| Lakosok száma | 600  | 598  | 630  | 834  | 871  | 889  | 890  | 897  | 900  | 897  |
|               | 1968 | 1982 | 1990 | 2006 | 2013 | 2015 | 2017 | 2019 | 2020 | 2022 |